# Nets
Nets A/S er en nordisk udbyder af betalings-, kort- og informationsservices med hovedsæde i Danmark ejet af den italienske betalingsgigant Nexi. Siden 2009 har virksomheden været kendt under navnet Nets, men dens historie går tilbage til 1968.
Selskabet har mere end 2.500 medarbejdere i fem lande. De lokale forretningscentre ligger i Oslo, Stockholm, Helsinki og Tallinn. Kunderne er banker, butikker og detailkæder, private virksomheder og den offentlige sektor.

## Produktportefølje
- Betalingsservice
- Dankort
- NemID
- eFaktura
- Avtalegiro
- Betalingsterminaler og eCommerce
- Indløsning af internationale betalingskort

## Historie
De danske banker var blandt de første i verden til at udvikle og investere i elektroniske betalingsløsninger i 1960'erne. Resultatet var PBS, der blev etableret i 1968, og i de følgende årtier, spillede en central rolle i betalingsløsninger og tilknyttede tjenester på det danske marked.
I 1972 fusionerede de to største norske spillere i elektroniske betalingstjenester, Bankkort og Bankgirosentralen, og dannede selskabet BBS. Direkte debitering blev introduceret i 1974 på det danske marked. Teller blev etableret i 1977 under navnet Visa Norge.
PBS indførte i 1983 det nationale betalingskort Dankort. Den norske pendant, BankAxept, blev lanceret i 1991. Løsningen er siden blevet den mest almindeligt anvendte betalingsmetode i Norge.
Visa Norge tilføjede i 2003 MasterCard til sin produktportefølje, og selskabets navn blev ændret til Teller.
BBS udvidede sine aktiviteter i 2005 på det nordiske marked ved at opkøbe Ingenico AB (Sverige), BBS Manison (Finland) og Sagem (Danmark). Teller købte de eksklusive rettigheder til at erhverve American Express i 2006. Det følgende år blev Teller overtaget af Nordito AS.
BBS styrkede sin position på det danske marked i 2007 med opkøbet af LD Betalingssystemer. Senere i 2007 BBS blev overtaget af Nordito.
I 2009 blev Nets dannet, da danske PBS Holding A/S og norske Nordito AS, der er moderselskab for BBS og Teller, slog sig sammen.
I foråret 2014 blev Nets solgt for 17 milliarder kroner til ATP samt de to amerikanske kapitalfonde Advent International og Bain Capital.
Godt en måned senere blev den såkaldte Se og Hør-sag oprullet, hvor Nets var involveret.
I september 2017 bød den amerikanske kapitalfond Hellman & Friedman på nets for 33 mia. kr. og opkøbte Nets af de tidligere ejere ATP. Til den pris vil direktøren Bo Nilsson få en aktiegevinst på 628,9 millioner kr.
I Juni 2018 offentliggjorde Nets i en pressemeddelelse at Nets ville fusionere med den tyske rival Concardis, og at begge selskaber ville forsætte under navnet Nets. Dermed tager Nets en stor markedsandel på det europæiske market.
I 2019 indgik Nets en handel med Mastercard om salg af Nets konto-til-konto baserede tjenester, der bl.a. omfattede tjenester som Betalingsservice, AvtaleGiro og eFaktura. Handlen havde en værdi af 21,3 milliarder kroner, og blev endeligt godkendt af EU-Kommissionen i 2021.
I November 2020 offentliggjorde Nets i en pressemeddelelse at Nets ville fusionere med italienske Nexi.

## Forretningsområder
Front-end- og back-end-løsninger til udstedere og indløsere håndteres af Card Services, som også tilbyder processing og services til de Nationale betalingskort, Dankort og BankAxept.
eSecurity Services tilbyder elektronisk dokumentsignering og services til internationale banker og virksomheder med henblik på at sikre e-mails, arbejdsstationer, netværk og applikationer og udstede id-kort til medarbejdere til adgangskontrol.
Merchant Services tilbyder betalingsløsninger til virksomheder herunder både betalingsterminaler og finansiel indløsning af nationale og internationale betalingskort bl.a. Dankort, Visa, MasterCard, American Express, JCB og China UnionPay, primært på det nordiske marked.